# Chirurgie réfractive

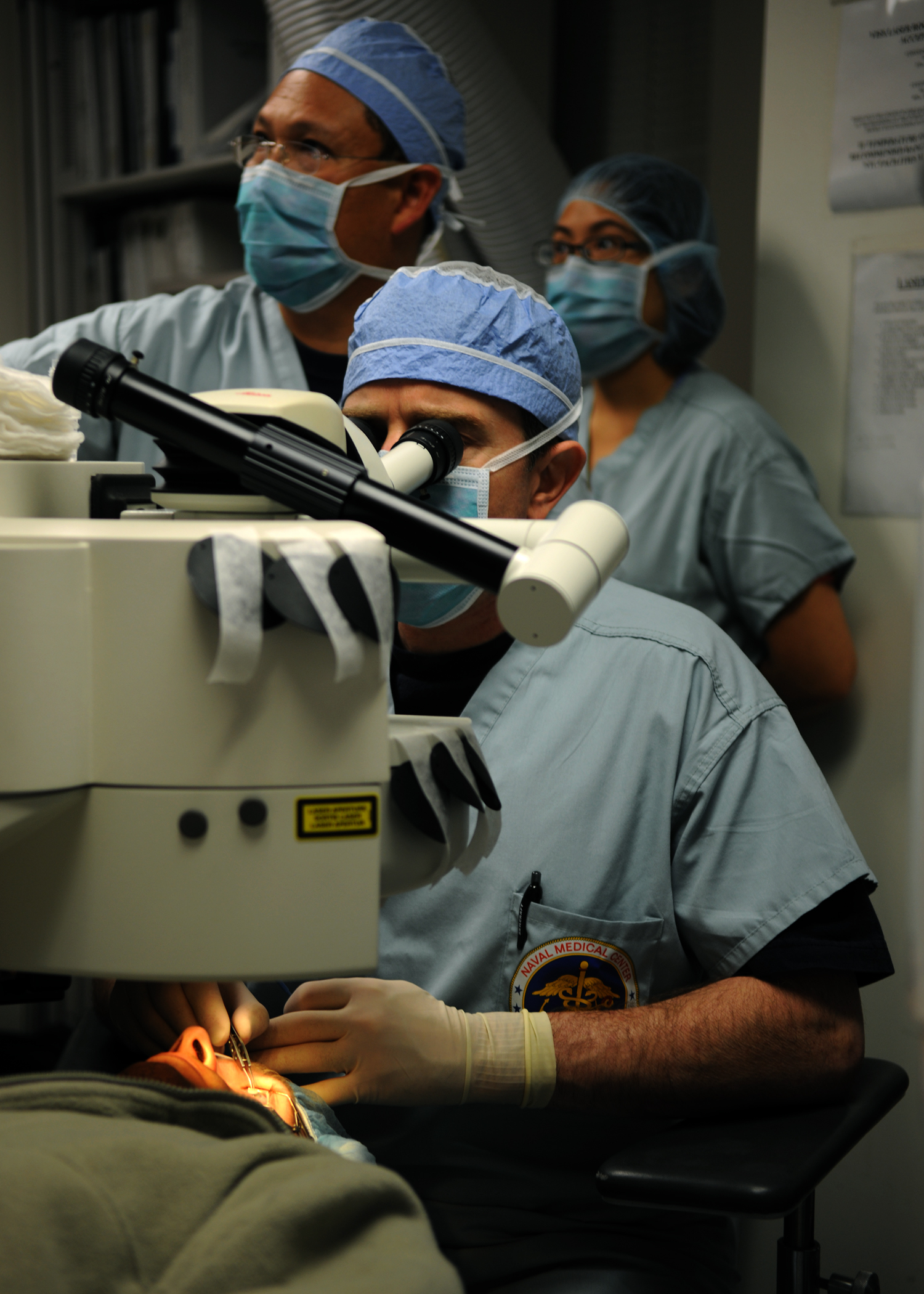
Chirurgien pratiquant une photo-kératectomie réfractive.

La chirurgie réfractive comprend les interventions qui ont pour objet de corriger l’amétropie, à l’aide d’un appareil ou dispositif médical, tel le laser ou l’implant (en) (lentilles intra-oculaires), ou d’instruments chirurgicaux.
On distingue les interventions :
- extraoculaires, réalisées directement sur la cornée ou la sclérotique
- intraoculaires, réalisées sur le cristallin ou dans la chambre antérieure (zone comprise entre la cornée et l'iris) ou postérieure (zone comprise entre l'iris et le cristallin)

## Examens préalables
Le bilan ophtalmologique avant toute opération de chirurgie réfractive comprend :  
- Un interrogatoire complet avec recherche des antécédents, des motivations et de tout facteur de risque
- La mesure de la vision, l'examen à la lampe à fente et l'examen du fond d'œil
- La réalisation systématique d'une topographie (en) et de la pachymétrie cornéenne (en), parfois complétées d'une aberrométrie, et d'une biométrie axiale[2].

## Principales techniques
- la photo-kératectomie réfractive (PKR). Elle consiste à remodeler la cornée en appliquant directement le laser sur la surface de l’œil après avoir retiré sa couche superficielle (épithélium)[3]. La PKR transépithéliale (t-PKR) constitue une évolution de la PKR réduisant l'intensité et la durée de la convalescence.
- le lasek. C'est une technique particulière de PKR. Après soulèvement, grâce à l'application d'alcool, d'un volet superficiel de la cornée constitué de l'épithélium, les impacts de laser sont appliqués sur la surface de la cornée. L'épithélium est replacé en fin d'intervention. Cette technique est peu utilisée actuellement.
- l'épi-lasik. C'est une forme de PKR ou de LASEK c’est-à-dire de laser de surface où, au lieu de gratter ou d'enlever l'épithélium à l'alcool, on le conserve en le soulevant à l'aide d'un rabot. Cette technique est peu utilisée actuellement.
- le lasik. Le lasik est aujourd'hui la technique de référence, la plus utilisée en chirurgie réfractive, et il comprend deux temps[3] :
  - Le premier temps est la découpe du volet qui peut être réalisée de deux façons : par un microkératome, sorte de micro-rabot très sophistiqué ou de façon plus récente par le laser femtoseconde : on parle alors de lasik « tout laser ». Cette dernière méthode devient aujourd'hui la technique de routine, parce qu'elle est plus précise et surtout plus sûre. En outre, le laser femtoseconde permet de découper des lamelles plus fines que les microkératomes, donc d'économiser de l'épaisseur de cornée, et ainsi d'opérer des patients aux cornées trop fines ou trop atypiques, récusées au microkératome.
  - Le second temps est la sculpture de la cornée par le laser excimer. Cette sculpture se fait au centre pour un myope afin d'aplatir la cornée, et en périphérie pour un hypermétrope pour, à l'inverse, la rendre plus bombée.

## Histoire de la chirurgie réfractive
Éléments d'histoire de la chirurgie réfractive :
- Dès 1970, c'est le professeur Sviatoslav Fiodorov, chirurgien ophtalmologiste russe, qui réalise les premières kératotomies radiaires sur les myopes uniquement.
- 1980, arrivée de la photo-kératectomie réfractive
- 1990, le début du Lasik